# Cattierite
La cattierite è un minerale che prende il nome da Felicien Cattier, presidente del consiglio di amministrazione della Union Minière du Haut Katanga, (Katanga).